# تالافيرا لا ريال
بلدية تالافيرا لا ريال (بالإسبانية: Talavera la Real)‏, هي إحدى بلديات مقاطعة بطليوس, التي تقع في منطقة إكستريمادورا, والتي تقع في غرب إسبانيا.
يبلغ عدد سكانها 5.255 نسمة وفقاً لإحصائية سنة (2002).

## المناخ
يظهر الجدول التالي التغييرات المناخية على مدار السنة لتالافيرا لا ريال:
| البيانات المناخية لـتالافيرا لا ريال | البيانات المناخية لـتالافيرا لا ريال | البيانات المناخية لـتالافيرا لا ريال | البيانات المناخية لـتالافيرا لا ريال | البيانات المناخية لـتالافيرا لا ريال | البيانات المناخية لـتالافيرا لا ريال | البيانات المناخية لـتالافيرا لا ريال | البيانات المناخية لـتالافيرا لا ريال | البيانات المناخية لـتالافيرا لا ريال | البيانات المناخية لـتالافيرا لا ريال | البيانات المناخية لـتالافيرا لا ريال | البيانات المناخية لـتالافيرا لا ريال | البيانات المناخية لـتالافيرا لا ريال | البيانات المناخية لـتالافيرا لا ريال |
| الشهر                                | يناير                                | فبراير                               | مارس                                 | أبريل                                | مايو                                 | يونيو                                | يوليو                                | أغسطس                                | سبتمبر                               | أكتوبر                               | نوفمبر                               | ديسمبر                               | المعدل السنوي                        |
| ------------------------------------ | ------------------------------------ | ------------------------------------ | ------------------------------------ | ------------------------------------ | ------------------------------------ | ------------------------------------ | ------------------------------------ | ------------------------------------ | ------------------------------------ | ------------------------------------ | ------------------------------------ | ------------------------------------ | ------------------------------------ |
| متوسط درجة الحرارة الكبرى °م (°ف)    | 13 (55)                              | 14 (58)                              | 17 (63)                              | 21 (69)                              | 24 (76)                              | 30 (86)                              | 33 (92)                              | 34 (93)                              | 29 (84)                              | 23 (74)                              | 17 (62)                              | 13 (56)                              | 22 (72)                              |
| متوسط درجة الحرارة الصغرى °م (°ف)    | 4 (39)                               | 4 (40)                               | 7 (45)                               | 9 (48)                               | 12 (53)                              | 16 (60)                              | 17 (63)                              | 18 (64)                              | 16 (61)                              | 12 (54)                              | 7 (45)                               | 4 (40)                               | 11 (51)                              |
| الهطول سم (إنش)                      | 5.1 (2)                              | 5.1 (2)                              | 6.1 (2.4)                            | 4.1 (1.6)                            | 2.8 (1.1)                            | 2.5 (1)                              | 0.25 (0.1)                           | 0.51 (0.2)                           | 2.5 (1)                              | 4.6 (1.8)                            | 5.8 (2.3)                            | 4.8 (1.9)                            | 44 (17.4)                            |
| المصدر: Weatherbase                  |                                      |                                      |                                      |                                      |                                      |                                      |                                      |                                      |                                      |                                      |                                      |                                      |                                      |

## أعلام
- فاوستو تينزا